# Grigor III Pahlavouni
Grigor III Pahlavouni (1093-1166) fou patriarca de l'església armènia (1113-1166). Fou elegit patriarca amb vint anys el 1113 i va romandre com el seu predecessor al monestir de Shugr, al Sev Ler o Seav Lear. Disconforme amb la seva elecció i amb la seu, l'arquebisbe d'Aghthamar o Althamar (que volia aquesta ciutat com a seu del catolikos armeni), David Thornikian es va proclamar també patriarca (1114). Grigor va convocar un sínode al convent de Seav-Lear al qual va assistir el príncep d'Armènia Toros I i uns 2500 religiosos, en el qual David fou condemnat i excomunicat, però no va voler deposar la seva actitud i va donar origen a una branca dissident de l'església armènia que ha subsistit fins a l'actualitat.
El 1125 Grigor es va traslladar a Dzovk-Sof (Dluke), al nord d'Aintab (segurament la fortalesa de Goldjuk al sud-est de Kharput que abans es deia Qalat Cof a les muntanes del Djebel Cof) i més tard, amenaçat pels ortúkides, el 1147 a la fortalesa de Hromgla o Hromklay (Roumqala), a la riba occidental de l'Eufrates, que havia rebut de Beatriu, la vídua del senyor llatí Jocelin II de Marash (Germanícia), en el repartiment del comtat d'Edessa. Aquesta fou la seu durant els següents cent quaranta-cinc anys fins que fou ocupada pels mamelucs egipcis el 1293 (llavors el catolikos Esteve IV fou fet presoner i la seu traslladada a Sis).
Vers el 1140 va participar en un concili a Antioquia i poc després (abril de 1140) en un altre a Jerusalem que fou president pel llegat Alberic d'Òstia. Després va enviar emissaris al Papa Eugeni III a Itàlia, que el van trobar a Viterbo vers 1145 o 1146.
Va morir el 1166.